# Delarbrea balansae
Delarbrea balansae là một loài thực vật có hoa trong họ Myodocarpaceae. Loài này được Henri Ernest Baillon mô tả khoa học đầu tiên năm 1878 dưới danh pháp Pseudosciadium balansae. Năm 2004 Lowry & G.M.Plunkett chuyển nó sang chi Delarbrea.